# Simón de Kéza
Simón de Kéza (en húngaro: Kézai Simon) fue el más famoso cronista húngaro del siglo XIII. Era sacerdote en la corte real de Ladislao IV de Hungría.
Su obra más importante es la Gesta Hunnorum et Hungarorum, escrita en latín alrededor de 1282, en la que da una vívida descripción de la historia de los hunos (haciendo especial referencias a Atila y Bleda) y de los húngaros (considerados parientes), desde sus inicios legendarios hasta el periodo contemporáneo. Como secretario personal del rey, trabajó en los archivos reales, recogiendo su material de crónicas más antiguas conservadas allí.
La crónica fue publicada por primera vez en una imprenta en 1782, en Viena. En el siglo XIX fue traducida al húngaro y se convirtió en una lectura popular que ayudó al desarrollo de la conciencia nacional.